# We are sudamerican rockers
«We are sudamerican rockers» es una canción interpretada por el grupo chileno Los Prisioneros. Grabado después del lanzamiento del tercer disco La cultura de la basura, el sencillo nunca fue lanzado en ninguno de los álbumes de estudio de la banda. Esta luego sería incluido en diferentes recopilatorios. Es una de las canciones más emblemáticas del grupo y una de las favoritas entre los fanáticos.
En Chile se iba a editar en el disco siguiente, Corazones (1990), pero finalmente quedó fuera porque no calzaba con el corte electrónico y romántico del mismo. Por lo tanto, solo pudo ser oída en radios como sencillo promocional hasta que se publicó por primera vez en el país en el recopilatorio Grandes éxitos (1991). Como parte de la promoción de dicho álbum, se publicó en Ecuador un vinilo promocional de 7 pulgadas que en su cara A contenía «El baile de los que sobran» y en su cara B «We are sudamerican rockers».
Es la canción favorita de Los Prisioneros para Claudio Narea y Miguel Tapia, según lo afirmaron en el programa de televisión Mentiras verdaderas de La Red el 3 de abril de 2013. Narea la utilizó como jingle durante su campaña a diputado por Izquierda Cristiana en 2009.

## Canción
La canción nació durante el período en que Jorge González y Claudio Narea, bajo el nombre de Gus Gusano y sus Necrofílicos Hemofílicos, estaban experimentando con el rock and roll y el rockabilly de los años cincuenta, aunque según declaró el mismo González, este tema también tiene influencias de rap.
Su letra es una perfecta ironía sobre el concepto de estrella musical en una región como Latinoamérica, que vive eclipsada por los rockstars del primer mundo.
Al decir cosas como «sentimos envidia de los rockers de verdad (...) Nuestra pésima música no es placer para dioses, jamás ganaremos la inmortalidad (...) Elvis, sacúdete en tu cripta», hacen una sátira de sí mismos pero al mismo tiempo como una declaración de principios: somos hijos bastardos del rock anglosajón pero no por eso menos interesantes.
Esta canción se ubica dentro de las alegorías recurrentes de Los Prisioneros a la identidad latinoamericana. En ese sentido, se emparenta con «Maldito sudaca», «Latinoamérica es un pueblo al sur de Estados Unidos» o «Independencia cultural».
Como curiosidad, durante el solo de guitarra se puede escuchar un diálogo entre Jorge González y un tal «Lucho».

—¡Hey, tú! ¡Ven acá!

—¿Yo?

—Sí, tú, el del jopo. ¿Cómo te llamas?

—Lucho.

—¿Lucho qué?

Este «Lucho» que responde las preguntas de González es Luis González (Lucho Profeta), futuro miembro de la banda Profetas y Frenéticos, formada por Claudio Narea tras su salida de Los Prisioneros en 1990. El nombre Lucho es una suerte de chiste interno de Los Prisioneros, como se evidencia en el título del cortometraje Lucho, un hombre violento, y en canciones como «Lucho es un rocker» y «Los cuatro Luchos» (el título de esta última canción también fue el nombre de la sociedad formada entre 2001 y 2004 por los tres miembros originales y su mánager Carlos Fonseca).

## Video
El video de esta canción es uno de los más recordados de Los Prisioneros. Los integrantes aparecen tocando en el set de un estudio de televisión, vestidos como greasers y guerrilleros (una clara alusión a The Clash, representando además la estética contracultural que cultivó la banda durante el período de La cultura de la basura), mientras son bombardeados con huevos rellenos de pintura que caen desde el cielo. El video fue uno de los primeros clips chilenos en utilizar efectos de sonido. Fue un gran éxito televisivo en su país y obtuvo una alta rotación en programas como Extra jóvenes.
Además, este video fue el primero que emitió MTV Latinoamérica cuando comenzó sus transmisiones el 1 de octubre de 1993, tomándolo como «declaración de principios» de lo que sería la visión de la cadena televisiva por aquel entonces.